# فردیناند ووستنفلد
هاینریش فردیناند ووستنفلد (به آلمانی: Heinrich Ferdinand Wüstenfeld)(زادهٔ ۱۸۰۸ – مرگ ۱۸۹۹) خاورشناس آلمانی بود.
ووستنفلد در هان. موندن در چشم به جهان گشود.
در گوتینگن و برلین، خداشناسی و زبان‌های شرقی را آموخت.
میان سال‌های ۱۸۴۲-۱۸۹۰ در گوتینگن به استادی پرداخت. او پژوهش‌های ارزشمندی در تاریخ و ادبیات عربی دارد.

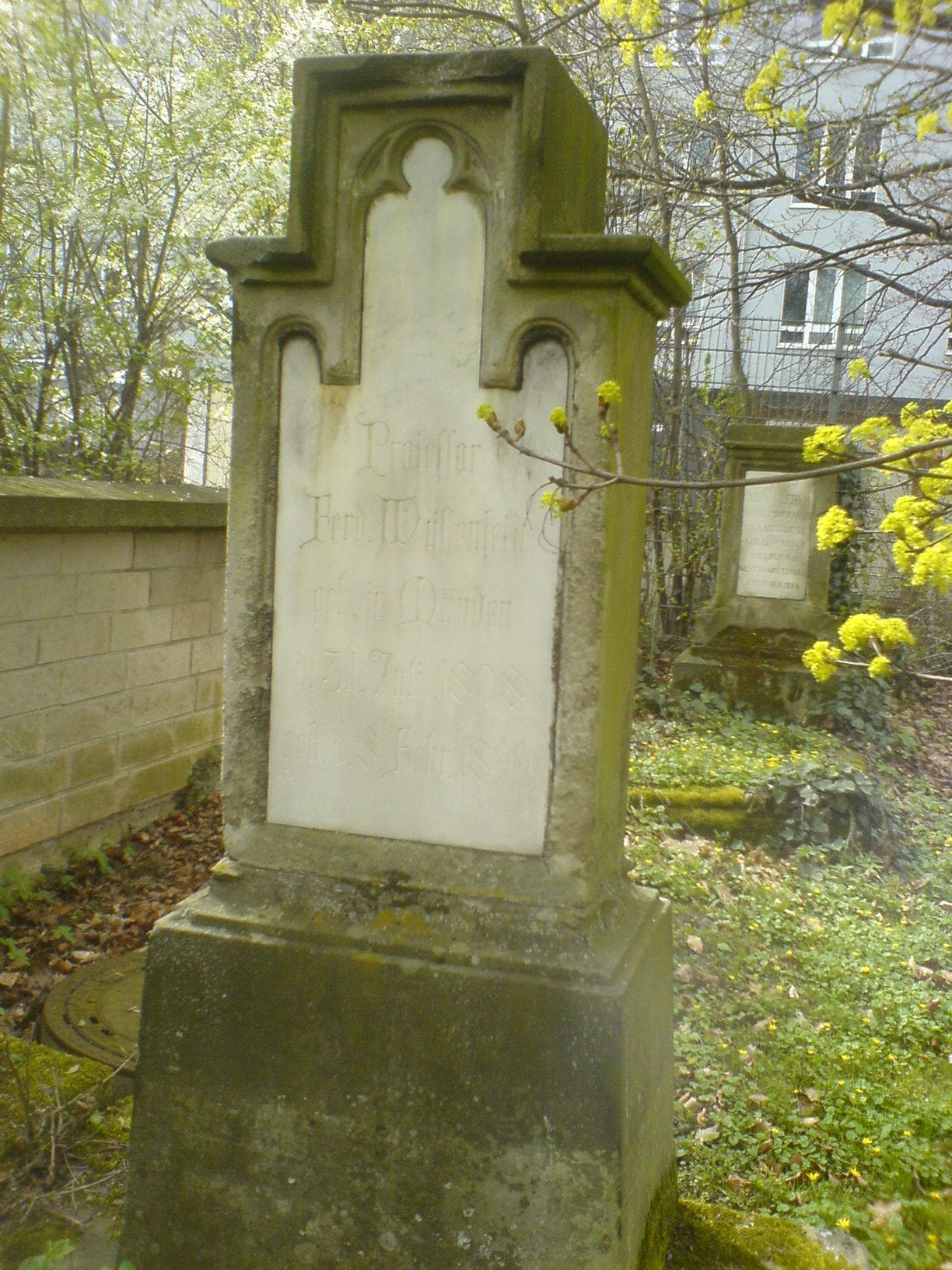
آرامگاه ووستنفلد

وی در هانوفر در سن ۹۰ سالگی درگذشت

## پاره‌ای اثرها و ترجمه‌ها
- نووی، کتاب طبقات ‏(۱۸۳۲ میلادی)
- ابوالفدا، Tabulse quoedam geographica ‏ (۱۸۳۵)
- ابن خلکان، Vitae illustrium virorum ‏ (۱۸۳۵-۱۸۵۰)
- زکریای قزوینی، عجائب‌المخلوقات (۱۸۴۹)
- ابن قتیبه، کتاب‌المعارف (۱۸۵۰)
- ابن حبیب لغوی، فی اوجه الشبه والخلاف بین الاسماء القبائل العربیه (۱۸۵۰)
- ابن درید، کتاب‌الاشتقاق (۱۸۵۴)
- ابن هشام، سیرهٔ محمد (۱۸۵۷-۱۸۶۰)
- تاریخ مدینه (۱۸۶۰)
- اخبار مکه (۱۸۵۷-۱۸۶۱)
- یاقوت حموی، فرهنگ جغرافیا (۱۸۶۶-۱۸۷۳)
- تاریخ سلاطین مصر (۱۸۸۱)